# لغة فلستية
اللغة الفلستية هي لغة الفلستيين المنقرضة. ولا يُعرف عنها إلا القليل، حيث لم يبقَ منها سوى كلمات قليلة ككلمات مقترضة ثقافيًا في العبرية التوراتية، وتصف تحديدًا تأسيسات الفلستيين، مثل السيرانيم، "أسياد" المدن الفلستية الخمس ("بنتابوليس")، أو وعاء "أرجاز"، الذي ورد في سفر صموئيل الأول 6 ولا يوجد في أي مكان آخر، أو لقب "بادي".

## التصنيف
بالاستناد إلى النقوش وحدها، قد يبدو أن اللغة الفلستية هي ببساطة جزء من سلسلة اللغات الكنعانية المحلية التي تشمل العبرية، والإدومية، والموآبية، والفينيقية. على سبيل المثال، يُعد نقش عقرون، الذي يُحدد الموقع الأثري بدقة على أنه عقرون التوراتية، أول نص متصل يُحدد على أنه فلستي، بناءً على موقعه. ومع ذلك، فهو مكتوب بلغة كنعانية مشابهة للفينيقية والعبرية.

## الروابط الخارجية
- اللغة الكنعانية في النقش الملكي الإهدائي من عقرون، 2004 – ملخص للمقالات حول نقش عقرون.